# 弗兰切斯卡·罗西
弗兰切斯卡·罗西（義大利語：Francesca Rossi，1968年6月2日—），意大利前女子篮球运动员。她曾代表意大利国家队参加1992年夏季奥林匹克运动会篮球比赛，结果获得第八名。